# Реймон дьо Сосюр
Реймон дьо Сосюр (на френски: Raymond de Saussure) е швейцарски психоаналитик и психиатър.

## Биография
Роден е на 2 август 1894 година в Женева, Швейцария. Той е син на Фердинанд дьо Сосюр, който е лингвист по образование. Учи медицина в Женева и Цюрих, а след това започва обучение по психиатрия в Париж, Виена и Берлин. Първоначално е анализиран от Зигмунд Фройд, а след това и от Франц Александер в Берлин.
Сосюр, заедно с Шарл Одиер, е един от основателите на Парижкото психоаналитично общество и пионер в разпространението на идеите на Фройд във Франция и Швейцария.
Умира на 29 октомври 1971 година в Женева на 77-годишна възраст.